# Operación Eagle Assist

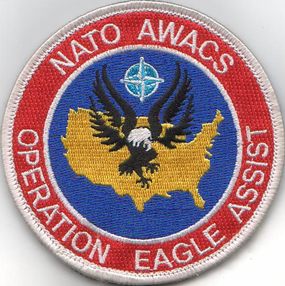
Parche de la operación

A causa de los ataques del 11 de septiembre de 2001, la Operación Eagle Assist empezó el 9 de octubre de 2001 después de la decisión del Consejo del Atlántico Norte de recurrir al artículo 5 del Tratado del Atlántico Norte. La Operación finalizó el 16 de mayo de 2002. En total, 830 miembros de las tropas procedentes de 13 países miembros de la OTAN efectuaron 360 salidas, en total unas 4300 horas, por todo el espacio aéreo de Estados Unidos.